# Bat-Sheva Dagan
Bat-Sheva Dagan, geboren als Izabella (Batszewa) Rubinsztajn (Łódź, 8 september 1925 – Bat Yam, 25 januari 2024), was een Pools-Israëlische Holocaustoverlevende, onderwijzeres en auteur. Ze bracht ruim twintig maanden door in het concentratiekamp Auschwitz en overleefde twee dodenmarsen, totdat ze in mei 1945 bevrijd werd door de Britse troepen. Na de oorlog verhuisde ze naar Israël, waar ze op een kleuterschool begon te werken en verschillende boeken, gedichten en liederen voor kinderen over de Holocaust schreef.

## Levensloop

### Jeugd
Rubinsztajn werd op 8 september 1925 geboren in een groot gezin uit Łódź, het huidige Polen. Ze was de dochter van Szlomo-Fiszel Rubinsztajn, eigenaar van een textielatelier, en zijn vrouw Fajga, een naaister. Rubinsztajn was de achtste van negen kinderen, bestaande uit vijf jongens en vier meisjes. Ze ging naar een Poolse school en zat op de middelbare school toen de Tweede Wereldoorlog in Polen uitbrak. Het lukte een van haar broers om al voor de oorlog naar Palestina te emigreren. Haar andere broers en een zus vluchtten naar de Sovjet-Unie. De in Polen overgebleven familieleden moesten noodgedwongen naar Radom verhuizen.

### Tweede Wereldoorlog
In 1940 werden twee getto's opgericht in Radom. Rubinsztajn werd samen met haar ouders en twee zussen opgesloten in het 'grote' getto van Radom. Nadat haar ouders en een oudere zus in augustus 1942 in Treblinka werden gedeporteerd (en kort daarna werden vermoord), probeerden Rubinsztajn en haar jongere zus Sabina afzonderlijk te vluchten. Sabina werd bij een ontsnappoging doodgeschoten, terwijl het Bat-Sheva wel lukte om naar Schwerin (Duitsland) te vluchten. In Duitsland gebruikte Rubinsztajn valse papieren om een baan als dienstmeisje te krijgen in een nazi-huishouden. Na een paar maanden werd ze ontdekt, gearresteerd en gevangengezet om vervolgens in mei 1943 naar Auschwitz gedeporteerd te worden. In Auschwitz werd het nummer 45554 getatoeëerd op haar arm. In het kamp ontmoette ze haar neef, die als verpleger werkte in de ziekenboeg van de gevangenis en daar een baan voor haar had gevonden. Bat-Sheva werkte later in het Kanada-Kommando, samen met zeven andere vrouwen, en sorteerde de bezittingen van kampslachtoffers. Toen het Rode Leger in januari 1945 Auschwitz naderde, werd ze geëvacueerd tijdens een dodenmars naar de concentratiekampen Ravensbrück en Malchow. Ze overleefde een nieuwe dodenmars naar Lübz, waar ze op 2 mei 1945 werd bevrijd door Britse troepen. Ze was de enige van haar familie die de oorlog overleefde.

### Na de oorlog

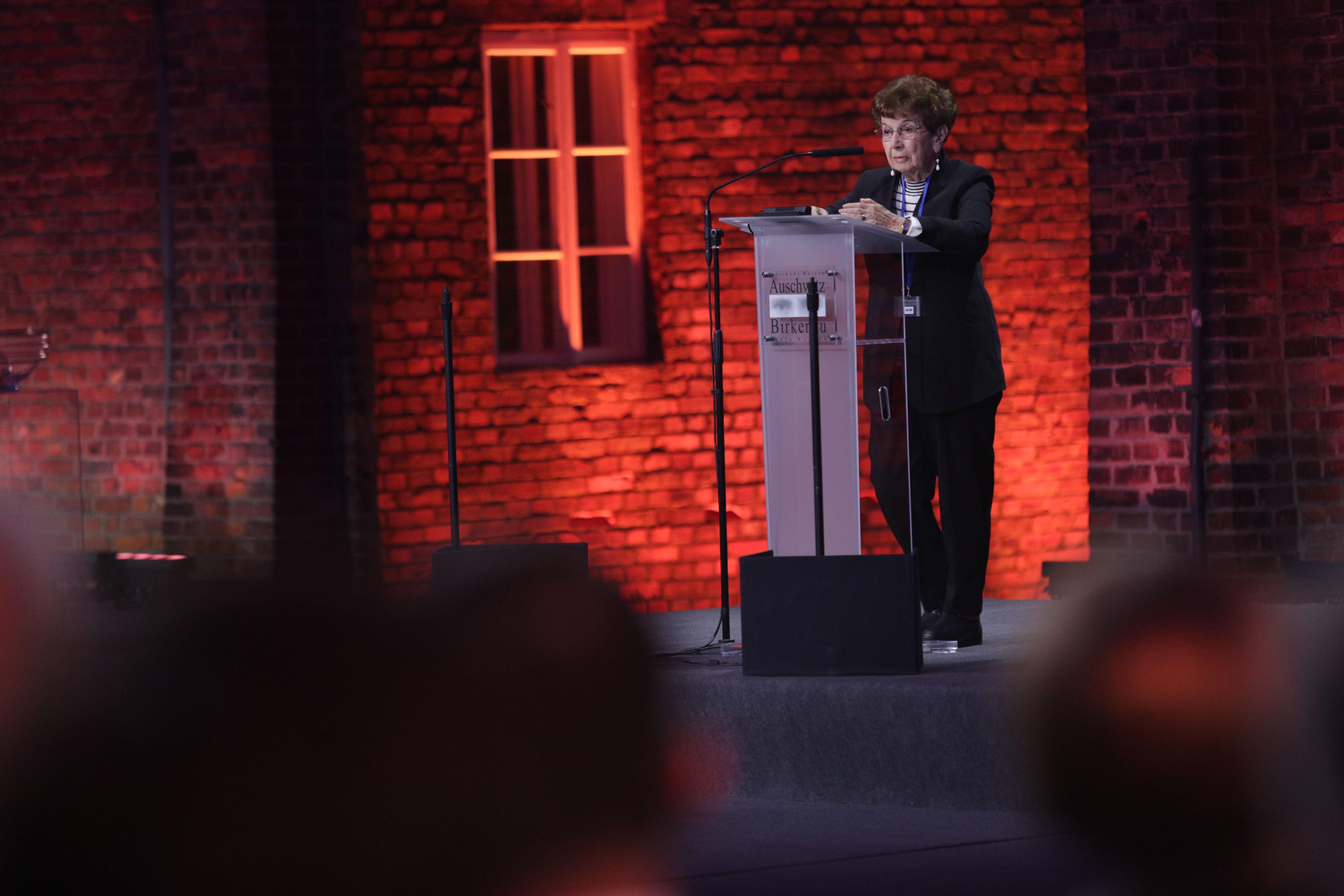
Dagan op de 75ste verjaardag van de bevrijding van het concentratiekamp van Auschwitz-Birkenau (2020)

Na de bevrijding reisde Bat-Sheva naar Brussel. Daar ontmoette ze haar toekomstige echtgenoot, een Britse soldaat, die haar een visum voor Palestina gaf. Ze emigreerden in september 1945 samen naar Palestina en veranderden hun achternaam van Kornwicz naar Dagan. Het paar vestigde zich in Holon en ze kregen twee zonen.
In 2008 werd Dagan door Yad Vashem uitgeroepen tot 'Woman of the Year in Education' vanwege haar bijdrage aan het lesgeven over de Holocaust aan scholieren. In 2012 werd ze geëerd als een van de fakkelaanstekers bij de ceremonies die werden georganiseerd door Yom HaShoah.
Dagan overleed op 25 januari 2024 op 98-jarige leeftijd.
- Bibliothèque nationale de France: cb161501908 (data)
- Gemeinsame Normdatei: 124585043
- International Standard Name Identifier: 0000 0001 1070 4157
- Library of Congress Control Number: n97072879
- Nationale Bibliotheek van Israël: 987007296256905171
- Virtual International Authority File: 72330749
- WorldCat: E39PBJvhvF8ghTw8d6g4KkqhHC